# تنغ فارياب (إرم)
تنغ فارياب (بالفارسية: تنگ‌فاریاب) هي قرية تقع في إيران في قسم إرم الريفي. يقدر عدد سكانها بـ 266 نسمة بحسب إحصاء 2016.